# Tratado de Varsóvia (1970)

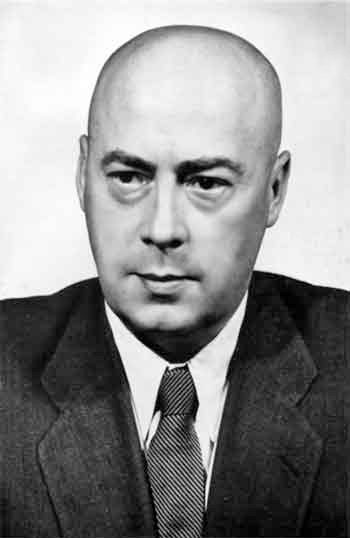
Józef Cyrankiewickz, um dos participantes do tratado

O Tratado de Varsóvia de 1970 (em alemão:  Warschauer Vertrag, polonês: Uklad PRL-RFN) foi um tratado entre a Alemanha Ocidental e a República Popular da Polónia. O acordo foi assinado pelo chanceler Willy Brandt e o primeiro-ministro Józef Cyrankiewicz no Palácio Presidencial em 7 de dezembro de 1970, e foi ratificado pelo alemão Bundestag em 17 de maio de 1972.
No tratado, os dois lados se comprometeram a não-violência e aceitar a fronteira existente da Linha Oder-Neisse, imposta a Alemanha pelas forças aliadas em 1945 na Conferência de Potsdam, após o fim da Segunda Guerra Mundial. Este tinha sido um tema bastante sensível, desde então, a Polônia estava preocupado que um governo alemão poderia tentar recuperar parte dos antigos territórios orientais. Do ponto de vista polaco, a transferência dessas regiões foi considerada uma compensação pela perda do ex-polonês território a leste da Linha Curzon ("Kresy"), que havia sido anexada pela União Soviética em 1939 e não devolvida a Polônia.
Na Alemanha Ocidental, Brandt foi duramente criticado pela oposição conservadora do partido União Democrata-Cristã e do União Social-Cristã da Baviera que enfatizavam que este tratado era uma traição aos interesses nacionais. Na época que o tratado foi assinado, não foi visto como a última palavra sobre a fronteira polonesa na Alemanha Ocidental, porque o artigo IV do presente Tratado afirmou que os tratados anteriores, como o Acordo de Potsdam não foram substituídos por este último acordo, de modo as disposições do presente tratado poderiam ser alterados por um tratado de paz final entre a Alemanha e os Aliados da Segunda Guerra Mundial, tal como previsto no Acordo de Potsdam.